# Het Hart (IJsselstein)
Het Hart is een buurt van IJsselstein, in de Nederlandse provincie Utrecht. De wijk heeft 1955 inwoners (2023).. 
De buurt grenst met de klok mee aan Benschopperpoort en Het Podium, De Tuinen, De Hoven en De Boomgaard, De Wereldsteden en De Rivieren. De buurt maakt onderdeel uit van de Vinex-locatie Zenderpark.

## Geschiedenis
De buurt is -net als de rest van het Zenderpark gelegen in de Polder Hooge Biezen. Vanaf de jaren 30 van de 20e eeuw zijn in het gebied diverse zenders met bijbehorende bebouwing geplaatst. Beheerder was Nozema. In de jaren 90 van de 20e eeuw werd het gebied aangewezen als Vinex-locatie, waarna grootschalige woningbouw volgde.

## Beschrijving van de buurt
De buurt is grotendeels ingericht als woonwijk. Het kent relatief dichte bebouwing zonder of met kleine voortuinen. Ongeveer door het midden voert een open brede groene as. De buurt wordt omsloten door een rondlopende straat, de Praagsingel. De overige straten zijn ook vernoemd naar Oost-Europese (hoofd)steden. 
In het zuidwesten van de buurt bevinden zich diverse voorzieningen, zoals een scholencluster, een cluster met diverse medische voorzieningen en een supermarkt. 
Geheel ten zuiden van de buurt bevindt zich een eindhalte van de Utrechtse Sneltram, halte IJsselstein-Zuid.
Stad: IJsselstein      Buurtschappen: Achtersloot · Klaphek · Knollemanshoek (deels)

Woonwijken: Centrum · Noord · West · Zuid

Woonbuurten: Binnenstad · Nieuwpoort · Groenvliet · Kasteelkwartier · Europakwartier · Oranjekwartier · IJsselveld-Oost · IJsselveld-West · IJsseloevers · Hazenveld en Overwaard · Panoven · De Hoven en De Boomgaard · De Tuinen · Het Hart · De Wereldsteden · De Rivieren · Het Staatse · Benschopperpoort en Het Podium · Achterveld-Zuid · Achterveld-West · Achterveld-Noord · Achterveld-Oost · Eiterse Waard · Landelijk gebied Noord · Landelijk gebied Zuid

Overige buurten: Rijpickerwaard · Paardenveld · Over Oudland · Industrieterrein Lage Dijk · Bedrijventerrein De Corridor
Utrecht · Plaatsen in de provincie      Nederland · Provincies · Gemeenten